# Liste der Gebietsänderungen in Sachsen 1992
Die Liste der Gebietsänderungen in Sachsen 1992 enthält Änderungen an Gemeindegebieten des Freistaats Sachsen in der Zeit vom 1. Januar 1992 bis zum 31. Dezember 1992. Dazu zählen unter anderem Zusammenschlüsse und Trennungen von Gemeinden, Eingliederungen von Gemeinden in eine andere, Änderungen des Gemeindenamens und Umgliederungen von Teilen einer Gemeinde in eine andere.

In Sachsen kam es im Jahr 1992 zu 29 Gemeindegebietsänderungen, davon zwölf Eingliederungen, zwei Namensänderungen, eine Umgliederung sowie fünf Zusammenschlüsse von Gemeinden. Neun Gemeinden wechselten durch einen Volksentscheid vom Bundesland Thüringen in den Freistaat Sachsen. Von den entstandenen Gemeinden existieren heute noch dreizehn, die anderen wurden durch spätere Gebietsänderungen aufgelöst.

## Legende
- Datum: juristisches Wirkungsdatum der Gebietsänderung
- Gemeinde vor der Änderung: Gemeinde vor der Gebietsänderung
- Gebietsänderung: Art der Gebietsänderung
- Gemeinde nach der Änderung: Gemeinde nach der Gebietsänderung
- Landkreis: Landkreis der Gemeinde nach der Gebietsänderung
- OT: Ortsteil

Die Sortierung erfolgt chronologisch: Datum, kreisfreie Städte, Landkreise, aufnehmende oder neu gebildete Gemeinde. Heute noch bestehende Gemeinden sind farbig unterlegt.

## Liste der Gebietsänderungen
| Datum      | Gemeinde vor der Änderung                                                                                       | Gebietsänderung             | Gemeinde nach der Änderung       | Landkreis   |
| ---------- | --- | --------------------------- | -------------------------------- | ----------- |
| 01.01.1992 | Minkwitz mit Queckhain                                                                                          | Eingliederung nach          | Leisnig                          | Döbeln      |
| 01.01.1992 | Crosta | Eingliederung nach          | Großdubrau                       | Bautzen     |
| 01.01.1992 | Mühlleiten | Eingliederung nach          | Klingenthal                      | Klingenthal |
| 01.01.1992 | Göbschelwitz, Hohenheida mit Gottscheina                                                                        | Eingliederung nach          | Seehausen                        | Leipzig     |
| 01.01.1992 | Rützengrün | Eingliederung nach          | Rodewisch                        | Auerbach    |
| 01.01.1992 | Irbersdorf, Sachsenburg                                                                                         | Zusammenschluss zu          | Sachsenburg-Irbersdorf           | Hainichen   |
| 01.01.1992 | Schönborn-Dreiwerden, Seifersbach                                                                               | Zusammenschluss zu          | Schönborn-Dreiwerden-Seifersbach | Hainichen   |
| 17.01.1992 | Leippe | Namensänderung zu           | Leippe-Torno                     | Hoyerswerda |
| 15.03.1992 | Bockelwitz, Naunhof mit Altenhof, Beiersdorf, Hetzdorf, Naundorf, Zollschwitz                                   | Zusammenschluss zu          | Bockelwitz                       | Döbeln      |
| 15.03.1992 | Daubitz, Rietschen mit Neuhammer, Nieder Prauske, Werda, Teicha, Viereichen mit Altliebel, Hammerstadt, Mocholz | Zusammenschluss zu          | Rietschen                        | Weißwasser  |
| 01.04.1992 | Lambzig | Eingliederung nach          | Netzschkau                       | Reichenbach |
| 01.04.1992 | Ebersgrün ohne Wolfshain                                                                                        | Landeswechsel von Thüringen | Ebersgrün                        | Plauen      |
| 01.04.1992 | Elsterberg | Landeswechsel von Thüringen | Elsterberg                       | Plauen      |
| 01.04.1992 | Görschnitz | Landeswechsel von Thüringen | Görschnitz                       | Plauen      |
| 01.04.1992 | Langenbach | Landeswechsel von Thüringen | Langenbach                       | Plauen      |
| 01.04.1992 | Mühltroff | Landeswechsel von Thüringen | Mühltroff                        | Plauen      |
| 01.04.1992 | Pausa/Vogtl. | Landeswechsel von Thüringen | Pausa/Vogtl.                     | Plauen      |
| 01.04.1992 | Ranspach | Landeswechsel von Thüringen | Ranspach                         | Plauen      |
| 01.04.1992 | Thierbach | Landeswechsel von Thüringen | Thierbach                        | Plauen      |
| 01.04.1992 | Unterreichenau                                                                                                  | Landeswechsel von Thüringen | Unterreichenau                   | Plauen      |
| 01.06.1992 | Polenz | Eingliederung nach          | Brandis                          | Wurzen      |
| 01.07.1992 | Niederwinkel | Eingliederung nach          | Waldenburg                       | Glauchau    |
| 01.07.1992 | Merkwitz mit Seegeritz                                                                                          | Eingliederung nach          | Taucha                           | Leipzig     |
| 01.08.1992 | Erlbach 6,58 Hektar mit 16 Einwohnern                                                                           | Umgliederung nach           | Langenau                         | Rochlitz    |
| 01.08.1992 | Langenau | Eingliederung nach          | Gersdorf                         | Döbeln      |
| 01.10.1992 | Böhlitz, Röcknitz                                                                                               | Zusammenschluss zu          | Röcknitz-Böhlitz                 | Wurzen      |
| 03.10.1992 | Niederlungwitz, Reinholdshain mit Ebersbach, Kleinbernsdorf, Wernsdorf mit Hölzel, Voigtlaide                   | Eingliederung nach          | Glauchau                         | Glauchau    |
| 20.12.1992 | Wellaune | Eingliederung nach          | Bad Düben                        | Eilenburg   |
| 22.12.1992 | Neukirchen | Namensänderung zu           | Neukirchen-Wyhra                 | Borna       |

## Quelle
- Statistisches Landesamt Sachsen: Gebietsänderungen ab 3. Oktober 1990 bis 31. Dezember 1993 (XLSX-Datei; 30 kB)